# Common Berthing Mechanism

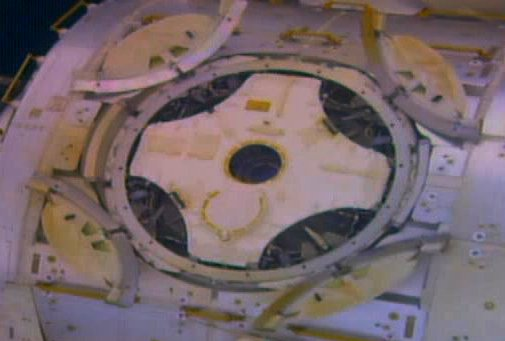
CBM con las cubiertas abiertas

El mecanismo de atraque común (o CBM, por sus siglas en inglés) se usa para conectar todos los módulos presurizados, a excepción los rusos, de la Estación Espacial Internacional.
El mecanismo está compuesto de dos componentes: el mecanismo de atraque común activo (ACBM) y el mecanismo de atraque común pasivo (PCBM). Una vez conectados, los dos lados del CBM forman un cierre a presión que proporciona una transferencia automática de electricidad, comunicaciones, y fluidos. El CBM proporciona también un pasillo de 127 cm (50 pulgadas) para la tripulación. Como este es suficientemente grande para conseguir que lo atreviesen los estantes de la estación, el cargamento puede ser pre-configurado en estantes y luego transportado a la estación a bordo de los módulos logísticos multipropósito, que usan el atraque CBM. 
El mecanismo de atraque común fue usado por primera vez para conectar el módulo Unity y el armazón Z1 de la Estación Espacial Internacional. La mayoría de elementos del nodo de la estación usan los CBM activos, solo 1 o 2 puertos de cada nodo usan los CBM pasivos.
El CBM también está diseñado para usarse como mecanismo de acoplamiento de futuras naves espaciales, incluyendo el transporte japonés no tripulado denominado vehículo de transferencia H-II (HTV), un vehículo de suministros Cygnus, y la cápsula SpaceX Dragon. Según los diseños del Programa Constelación no iba a ser usado en el vehículo Orión.